# Talltjärnen (Töre socken, Norrbotten)
Talltjärnen är en sjö i Kalix kommun i Norrbotten och ingår i Kalixälvens huvudavrinningsområde.